# Hechos de Pedro y los Doce
Hechos de Pedro y los 12 apóstoles es un manuscrito que se encuentra en los códices de la Biblioteca Nag Hammadi (Codex VI).  El texto, contiene dos partes: Una alegoría inicial y una exposición gnóstica explicando su significado. Se cree que la alegoría fue originalmente una obra independiente.
También los Hechos de Pedro y los Doce o Acts of Peter and the Twelve Apostles es un texto cristiano de alrededor del siglo IV. Es el primer tratado del Códice VI de  Nag Hammam de los textos de la Biblioteca Nag Hammadi, ocupando las páginas 1-12 de las 78 que tiene el códice. El escrito amplía la  Parábola de la Perla de Mateo 13:45-46. En el texto, Pedro apóstol conoce a un mercader de perlas llamado Lithargoel, que más tarde se revela como Jesús. Jesús ordena a los apóstoles que cuiden de los pobres.

## Autor
El autor afirma ser Pedro el Apóstol, y por lo tanto es  pseudografal.
La alegoría describe el cuento, similar a la Parábola de la perla de gran valor en el Evangelio de Mateo, de un comerciante de perlas que vende una perla a un gran precio.(Este texto no debe confundirse  con la escritura mormona). El comerciante es rechazado por los ricos, pero los pobres lo asisten en masa y se enteran de que la perla se guarda en la ciudad natal del comerciante, Nueve Puertas, en lugar de llevarla encima.  Como tal, aquellos que lo deseen deben emprender el arduo viaje a Nueve Puertas.
El nombre del comerciante es Lithargoel, que el texto traduce como piedra liviana y reluciente, es decir, el comerciante mismo es la perla.  En última instancia, el comerciante se revela a sí mismo como Jesús.

## Historia
Antes de su descubrimiento en Nag Hammadi, Egipto en 1945, el texto era completamente desconocido. El texto descubierto está escrito en Coptic y probablemente fue creado en torno al año 300-350 d. C.. La retención de dos griego Sin embargo, el mantenimiento de dos vocativos griegos en el texto demuestra que el tratado es una traducción de un original griego. Los eruditos dan una estimación general para la fecha del original como el siglo II o III d. C. pero su redacción final puede haber sido escrita tan tarde como 367 d. C.
Las cuatro primeras hojas de papiro, que contienen las páginas 1-8, presentan algunos daños en el texto de la parte superior. Así, las líneas introductorias no están claras. En las otras dos hojas de papiro, que contienen las páginas 9-12, el texto está intacto en su mayor parte. 
Junto con el resto de las obras de la biblioteca de Nag Hammadi, el texto fue traducido al inglés y publicado en The Nag Hammadi Library in English en 1977. La publicación formaba parte del trabajo del Coptic Gnostic Library Project, que comenzó en 1966 en la Claremont Graduate University.  Douglas M. Parrott y R. McL. Wilson tradujeron el texto al inglés.
El texto también ha sido traducido al francés, alemán y noruego.<>

### Resumen
Los apóstoles llegan a una pequeña ciudad llamada Habitación y Pedro busca alojamiento. Se encuentran con un hombre que se presenta como Lithargoel, que significa "la piedra ligera, gacela". Lithargoel advierte a Pedro de que el camino es muy peligroso y los apóstoles deben abandonar todo lo que tienen y ayuno para recorrerlo. Pedro descubre que la ciudad se llama Habitación porque aquellos que soporten las pruebas y dificultades de las tormentas habitarán la ciudad y serán incluidos en el Reino de los cielos. Pedro y los apóstoles renuncian a todo tal y como les instruyó Lithargoel y sortean las dificultades con éxito. Descansan en la puerta de la ciudad y hablan de la fe.

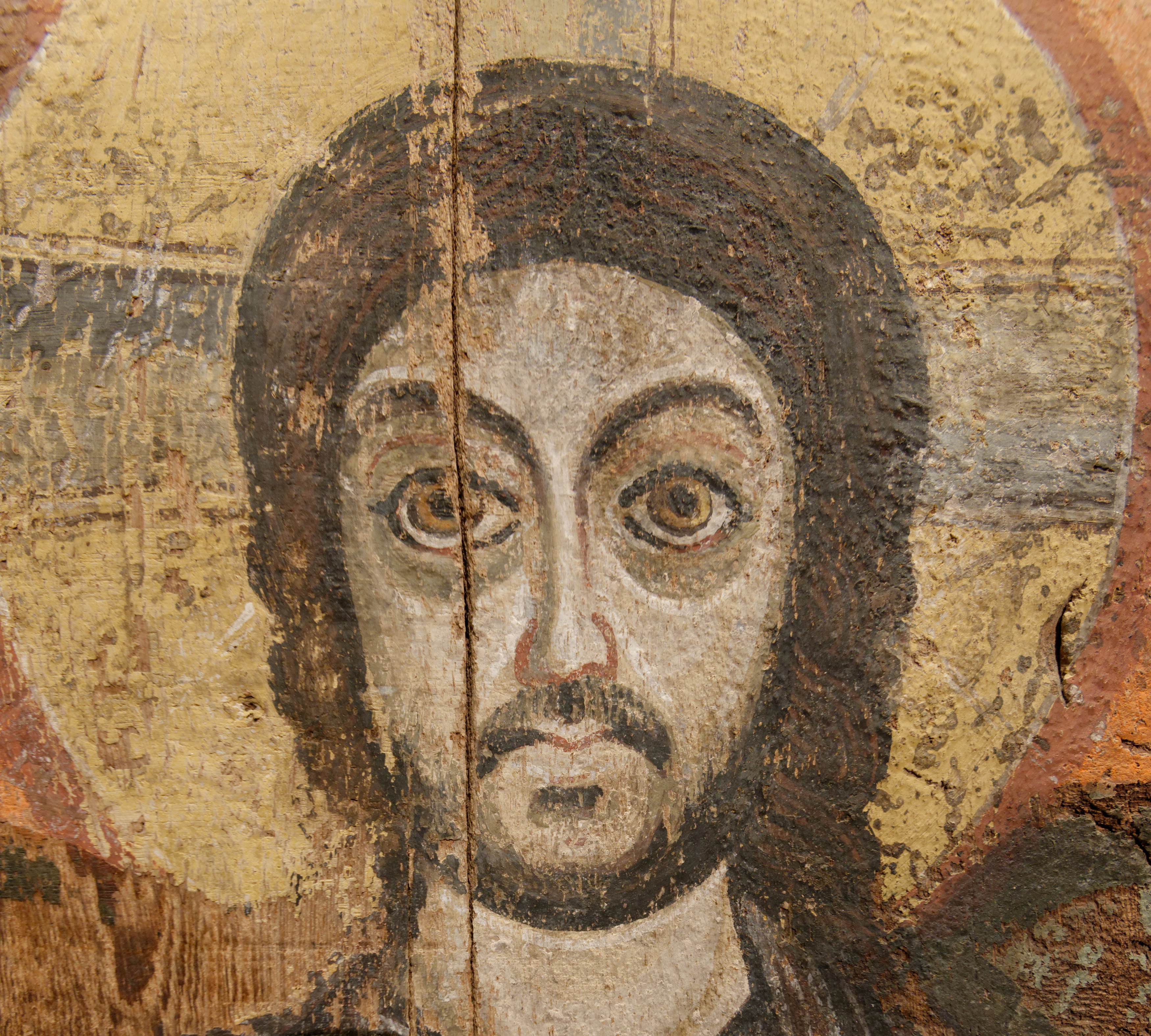
Representación de Cristo del Icono de Cristo y el abad Mena del, una muestra del arte copto

Lithargoel cambia su aspecto por el de un médico. Pedro se asusta cuando el médico se dirige a él por su nombre, pero entonces Pedro lo reconoce como Jesucristo. Los apóstoles le adoran y se comprometen a hacer lo que él quiera. Jesús les ordena que vuelvan a la ciudad de Habitación para enseñar y curar a todos los que han creído en su nombre. Jesús explica que los médicos de almas curan el corazón. Jesús también dice a los apóstoles que no cenen con los ricos de la ciudad que no lo reconocen y que los juzguen con rectitud para que su ministerio sea glorificado y su nombre sea glorificado en las iglesias. Los apóstoles adoran al Señor Jesús y él se aleja de ellos en paz.